# Liste der kaiserlichen Generale der Frühen Neuzeit/P
Legende: * geboren | ~ getauft | † gestorben | ⚔ gefallen | Zu den Rangbezeichnungen siehe auch Generalsränge auf der Startseite.
- Karl Fürst von Paar

* 15. Juni 1773 † 30. Dezember 1819. Laufbahn: 8. April 1806 mit Rang vom 20. Mai 1805 Generalmajor, quittiert
- Carl Maria Freiherr Pace von Friedensberg

* 25. Juli 1635 † 7. März 1701. Laufbahn: 4. Mai 1690 Generalfeldwachtmeister, 16. Juli 1692 Feldmarschalleutnant
- Johann Nepomuk Freiherr von Pach

* 21. Mai 1754 † 5. Juni 1818. Laufbahn: 17. Juni 1809 Generalmajor, 1809 im Ruhestand
- Johann Joseph Philipp Graf Pachta von Rayhofen

* 1723 † 17. März 1822. Laufbahn: 25. März 1762 mit Rang vom 6. Mai 1759 Generalfeldwachtmeister
- Michael Palásty von Palást und Keszihócz

* ? † ?. Laufbahn: 24. April 1784 mit Rang vom 22. April 1784 Generalmajor
- Franz III. Lorenz Rudolf Graf von Pálffy ab Erdöd

* 11. August 1686 † 24. März 1735. Laufbahn: 13. Februar 1734 Generalfeldwachtmeister
- Johann IV. Graf von Pálffy ab Erdöd

* 20. August 1663 † 24. März 1751. Laufbahn: 31. März 1693 Generalfeldwachtmeister, 26. Januar 1700 Feldmarschalleutnant, 5. Mai 1704 General der Kavallerie, 24. April 1709 Feldmarschall
- Johann Karl Graf von Pálffy ab Erdöd

* 4. Dezember 1645 † 3. November 1694. Laufbahn: 21. Juli 1682 Generalfeldwachtmeister, 3. Dezember 1683 Feldmarschalleutnant, 6. Mai 1687 General der Kavallerie, 12. Mai 1694 Feldmarschall
- Johann Leopold Nikolaus Joseph Graf von Pálffy ab Erdöd

* 18. August 1728 † 23. Februar 1791. Laufbahn: 13. Mai 1760 mit Rang vom 4. August 1758 Generalfeldwachtmeister, 28. Januar 1774 mit Rang vom 14. November 1766 Feldmarschalleutnant, 3. April 1784 mit Rang vom 14. März 1784 Feldzeugmeister
- Leopold Graf von Pálffy ab Erdöd

* 24. Juni 1764 † 24. Februar 1825. Laufbahn: 2. Oktober 1799 Generalmajor, 10. Oktober 1806 Feldmarschalleutnant (Charakter) und quittiert
- Leopold Stephan Graf von Pálffy ab Erdöd

* 4./14. Dezember 1716 † 9. April 1773. Laufbahn: 1. September 1741 Generalfeldwachtmeister, 30. Juli 1751 Feldmarschalleutnant, 1754 mit Rang vom 12. Juli 1752 Feldzeugmeister, 9. Oktober 1760 mit Rang vom 30. September 1760 Feldmarschall
- Nikolaus Graf von Pálffy ab Erdöd

* 1. Mai 1657 † 20. Februar 1732. Laufbahn: 30. Mai 1690 Generalfeldwachtmeister, 6. August 1692 Feldmarschalleutnant, 7. September 1701 Feldzeugmeister, 1. Juni 1797 Feldmarschall
- Nikolaus Joseph Franz de Paula Franz Xaver Matthias Graf von Pálffy ab Erdöd

* 3. Dezember 1765 † 26. Mai 1800. Laufbahn: 21. September 1796 mit Rang vom 20. Oktober 1796 Generalmajor
- Paul Karl III. Engelbert Graf von Pálffy ab Erdöd

* 29. Oktober 1697 † 14. September 1774. Laufbahn: 15. Februar 1734 Generalfeldwachtmeister, 6. März 1739 Feldmarschalleutnant, 11. Oktober 1745 General der Kavallerie, 5. Juli 1754 Feldmarschall
- Rudolf Graf von Pálffy ab Erdöd

* 4. März 1719 † 1. April 1768. Laufbahn: 7. August 1751 Generalfeldwachtmeister, 13. August 1757 Feldmarschalleutnant
- Stephan II. Graf von Pálffy ab Erdöd

* 1585/86 † 6. März 1646. Laufbahn: 20. März 1626 Kreisobst jenseits der Donau und der bergstädt. Grenze; 28. Oktober 1639 General der Kavallerie ?
- Albrecht Freiherr von Pallant

* um 1685 † 1742. Laufbahn: 12. August 1739 Generalfeldwachtmeister
- Franz Stephan Pallasty von Pallást und Keszihócz

† 7. November 1796. Laufbahn: 19. Januar 1771 mit Rang vom 14. Februar 1759 Generalmajor
- Sforza Marchese di Pallavicini

* ? † ?. Laufbahn: 6. November 1649 Feldmarschalleutnant
- Johann Karl Marchese di Pallavicini-Centurioni

* 18. Oktober 1739 † 3. März 1789. Laufbahn: 30. Januar 1779 mit Rang vom 24. Januar 1779 Generalmajor
- Johann Lukas Graf von Pallavicini-Centurioni

* 22. November 1697 † 27. September 1773. Laufbahn: 5. April 1735 Generalfeldwachtmeister, 28. März 1741 Feldmarschalleutnant, 15. Juli 1745 Feldzeugmeister, 13. Juli 1754 Feldmarschall
- della Pallude

* ? † ?. Laufbahn: modenesischer Generalmajor; 21. März 1759 kaiserlicher Generalfeldwachtmeister
- Palma de Artois

* ex ducibus di Sancti Eliae. Laufbahn: Juan Bautista 19. Mai 1702 Generalfeldwachtmeister
- Joseph Friedrich Freiherr von Palombini

* 3. Dezember 1774 † 25. April 1850. Laufbahn: 1801 italienischer Brigadegeneral, 1811 dG; 2. Juli 1814 k.k. Feldmarschalleutnant, 8. Oktober 1824 im Ruhestand
- Andreas von Panowsky

* ? † ?. Laufbahn: 24. Oktober 1758 mit Rang vom 4. März 1758 Generalfeldwachtmeister
- Don Niccolò Papacoda, Principe di Triggiano

† 1756 ?. Laufbahn: 5. März 1735 Generalfeldwachtmeister
- Ludwig Freiherr Papp von Veszprim

* 1751 † 4. Februar  (3. Januar  ?) 1814. Laufbahn: 17. Juni 1809 Generalmajor, 1809 im Ruhestand
- Joseph von Papp

† 9. Juli 1816. Laufbahn: 28. Mai 1813 Generalmajor, 7. Oktober 1815 im Ruhestand
- Don Ignatio de Pappelardo y Castro

* um 1670 † 14. September 1757. Laufbahn: 24. Januar 1739 Generalfeldwachtmeister, 1. März 1753 Feldmarschalleutnant
- Gottfried Heinrich Graf von Pappenheim, Reichserbmarschall

* 29. Mai 1594 † 17. November 1632 (verwundet bei Lützen 16. November). Laufbahn: 26. Juni 1626 kurbayerischer Generalwagenmeister, 5. Januar 1628 General der Artillerie, 3. Dezember 1630 Feldmarschall; 8. Mai 1631 kaiserlicher Feldmarschall (Titel)
- Johann Friedrich Ferdinand Graf von Pappenheim

* 16. Juli 1727 † 13. April 1792. Laufbahn: 21. April 1764 Generalfeldwachtmeister; kurbayerischer General der Kavallerie
- Johann Ernst Graf von Paradeiser

† 1688. 26. Juni 1686 Generalfeldwachtmeister (Titel)
- Carlo Paolo Emilio di San Martino, Marchese di Parella

*2. Oktober 1710. Laufbahn: 13. Juni 1684 Generalfeldwachtmeister, 26. Januar 1686 Feldmarschalleutnant, 24. Mai 1691 Feldzeugmeister, 12. Mai 1696 Feldmarschall
- Alberto Marchese di Parisoni

* ? † ?. Laufbahn: 11. Oktober 1723 Generalfeldwachtmeister
- Johann Karl Freiherr Partini von Neuhof

* 24. November 1706 † 30. August 1765. Laufbahn: 3. November 1756 Generalfeldwachtmeister, 12. Januar 1760 Feldmarschalleutnant
- Heinrich Jakob Freiherr von Pattey (Battée)

* 22. August 1657 † 18. April 1722. Laufbahn: 20. Juli 1706 mit Rang vom 20. Mai 1705 Generalfeldwachtmeister, März 1709 mit Rang vom 22. April 1708 Feldmarschalleutnant, 17. Mai 1716 General der Kavallerie
- Franz Xaver von Paulich

† 9. Oktober 1800. Laufbahn: 9. September 1786 mit Rang vom 6. September 1786 Generalmajor, 27. Februar 1793 Feldmarschalleutnant
- Maximilian Sigismund Amand Joseph Freiherr von Paumgartten

* 26. Oktober 1767 † 1. Januar 1827. Laufbahn: 30. März 1813 Generalmajor, 8. Oktober 1824 Feldmarschalleutnant
- Wenzel Pawlowsky von Rosenfeld

† 23. November 1778. Laufbahn: 26. November 1777 mit Rang vom 19. April 1777 Generalmajor
- Ferdinand Graf von Payrsberg, Freiherr von Boymundt

† 1743 (verwundet bei Camposanto). Laufbahn: 19. Januar 1734 Generalfeldwachtmeister, 13. März 1741 Feldmarschalleutnant
- Michael Péchy von Péch-Ujfalu

* um 1755 † 12./22. Februar 1819. Laufbahn: 26. Juli 1813 Generalmajor, 19. Mai 1815 im Ruhestand
- Daniel Freiherr von Peharnik-Hotkovich

* 1745 † 4. September 1794. Laufbahn: 13. September 1789 mit Rang vom 12. September 1789 Generalmajor
- Anton Graf Pejácsevich von Veröcze

* 1749/50 † 25. September 1802. Laufbahn: 27. Februar 1793 mit Rang vom 27. Juni 1791 Generalmajor, 24. Juni 1801 mit Rang vom 14. Juni 1801 Feldmarschalleutnant ehrenhalber und im Ruhestand
- Maximilian von Pelican

* ? † ?. Laufbahn: 16. Juni 1767 mit Rang vom … 1759 Generalfeldwachtmeister, 19. Januar 1771 mit Rang vom 27. August 1767 Feldmarschalleutnant
- Friedrich Peter Graf von Pellegrini

† 1765. Laufbahn: 24. Januar 1757 Generalfeldwachtmeister, 27. Januar 1760 Feldmarschalleutnant
- Karl Clemens Graf von Pellegrini

* 20. November 1720 † 28. November 1796. Laufbahn: 15. Februar 1759 Generalfeldwachtmeister, 17. November 1763 (mit Rang vom ?/oder) 27. Januar 1760 Feldmarschalleutnant, 19. Januar 1771 mit Rang vom 30. Oktober 1770 Feldzeugmeister, 24. September 1788 mit Rang vom 20. September 1788 Feldmarschall
- Johann Nepomuk Freiherr Penzeneter von Penzenstein

* 1731 † 21. Mai 1796. Laufbahn: 10. April 1783 mit Rang vom 7. Mai 1783 Generalmajor, 6. Mai 1790 mit Rang vom 6. Mai 1790 Feldmarschalleutnant
- Franz Ritter von Perelli

* ? † ?. Laufbahn: 20. Juli 1761 mit Rang vom 20. Juni 1758 Generalfeldwachtmeister
- Ludwig Graf von Perroni

* gefallen bei Prag 5. Juni 1757. Laufbahn: 21. September 1756 Generalfeldwachtmeister
- Luigi di Perroni

† 1741. Laufbahn: 1716 Generalfeldwachtmeister, 20. Oktober 1733 Feldmarschalleutnant
- Christoph Graf von Pertusati

† 1759. Laufbahn: 15. Juli 1738 Generalfeldwachtmeister, 12. Januar 1744 Feldmarschalleutnant, 12. Juni 1754 mit Rang vom 27. November 1748 General der Kavallerie
- Franz Joseph Pestalozzi

* Herkules Hippolyt ? Freiherr von 30. August 1741 Generalfeldwachtmeister, 1748 Feldmarschalleutnant ?
- Joseph Pestvármegyei von Nemegyö

† 1743. Laufbahn: 6. März 1735 Generalfeldwachtmeister, 21. Oktober 1741 Feldmarschalleutnant
- Benvenuto Sigmund Graf von Petazzi di San Servolo

* 17. Januar 1699 – 25. Dezember 1784. Laufbahn: 20. September 1746 Generalfeldwachtmeister, 25. Januar 1757 Feldmarschalleutnant, 19. April 1764 mit Rang vom 19. Oktober 1761 Feldzeugmeister
- Karl Peterffy von Ikáts

† 7. Juni 1812. Laufbahn: 21. November 1804 mit Rang vom 9. November 1803 Generalmajor, 1809 im Ruhestand
- Ernst Anton Freiherr von Petrasch

* um 1680 † 1768 oDon 1744. Laufbahn: 10. November 1733 Generalfeldwachtmeister, 21. Mai 1734 Feldmarschalleutnant
- Ernst Gottlieb Freiherr von Petrasch

* 1708 † 30. Juni 1792. Laufbahn: 21. September 1760 Generalfeldwachtmeister
- Franz Freiherr von Petrasch

† 17. Januar 1820. Laufbahn: Okt. 1793 Generalmajor, 4. März 1796 mit Rang vom 17. Februar 1796 Feldmarschalleutnant
- Maximilian Ernst Anton Freiherr von Petrasch

* 1668 † 24. Juli 1724. Laufbahn: 17. November 1716 Generalfeldwachtmeister, 9. November 1723 Feldmarschalleutnant
- Andreas Petrich von Hanusfalva

* 25. November 1765 † 2. Oktober 1842. Laufbahn: 18. November 1809 Generalmajor, 3. Juli 1824 Feldmarschalleutnant, 27. Februar 1830 im Ruhestand
- Achatius Pettenegg

† 17. Juni 1800. Laufbahn: 28. Januar 1791 Generalmajor und im Ruhestand
- Hubert von Peusquens

* 21. Mai 1757 Düsseldorf † 25. Mai 1831. Laufbahn: 24. Mai 1809 Generalmajor, 4. September 1813 Feldmarschalleutnant
- Luigi Conte di Peyri

† 20. Dezember 1824. Laufbahn: italienischer DG, 1815 k.k. Feldmarschalleutnant und im Ruhestand
- Friedrich Michael Pfalzgraf bei Rhein, Herzog von Zweibrücken-Birkenfeld

* 27. Februar 1724 † 15. August 1767. Laufbahn: 1742 kurbayerischer Generalwagenmeister; 14. Mai 1743 französischer Maréchal de camp, 16. Februar 1746 Generalleutnant; 27. Februar 1746 kurpfälzischer Generalfeldmarschall; 1754 oberrheinischer Generalfeldmarschall; 27. März 1760 Reichs-Generalfeldmarschall; 13. November 1757 k.k. General der Kavallerie, 27. Januar 1758 Feldmarschall
- Wilhelm Pfalzgraf bei Rhein, Prinz von Zweibrücken-Birkenfeld

* 4. Januar 1701 † 25. Dezember 1760. Laufbahn: niederländischer General der Kavallerie; 26. März 1739 Generalfeldwachtmeister, 29. Juni 1743 Feldmarschalleutnant, 26. Juli 1746 General der Kavallerie, 15. Juli 1754 Feldmarschall
- Ruprecht Pfalzgraf bei Rhein, Earl of Holderness, Duke of Cumberland

17./27. Dezember 1619 † 29. November 1682. Laufbahn: Juli 1642 königlich englischer General der Kavallerie, 6. Januar  (11. ?) 1644 Generalkapitän; 13. Dezember 1646 französischer Maréchal de camp und Generaloberst; Dezember 1649 englischer Admiral, 9. Oktober 1659 kaiserlicher Feldmarschalleutnant; April 1665 englischer Lord High Admiral, 15. August 1672 Vizeadmiral von England, 26. April 1673 General zu Wasser und zu Lande, 16. Juni 1673 Admiral der Flotte
- Karl III. Philipp Kurfürst und Herzog von Pfalz-Neuburg

* 4. November 1661 † 31. Dezember 1742. Laufbahn: 30. September 1686 Generalfeldwachtmeister, 31. Januar 1692 Feldmarschalleutnant, 22. Juli 1694 General der Kavallerie, 1. Mai 1696 Feldmarschall
- Ludwig Anton Herzog von Pfalz-Neuburg, Pfalzgraf bei Rhein, Bischof von Worms und Lüttich, Hoch- und Deutschmeister

* 9. Juni 1660 † 4. Mai 1694. Laufbahn: 24. November 1683, Generalfeldwachtmeister, 7. September 1685 Feldmarschalleutnant, 26. Mai 1688 Feldzeugmeister
- Joseph Karl Emanuel August Prinz von Pfalz-Sulzbach

* 2. November 1694 † 18. Juli 1729. Laufbahn: 22. März 1721 Generalfeldwachtmeister
- Philipp Herzog von Pfalz-Sulzbach, Pfalzgraf bei Rhein

* 19. Januar 1630 † 4. April 1703. Laufbahn: 25. August 1659 schweDon Feldmarschall; 1662 venezianischer Generalissimus; 15. Februar 1664 kaiserlicher Feldmarschall; 28. März 1675 kurbayerischer Feldmarschall
- Johann Karl Ludwig Prinz von Pfalz-Zweibrücken-Birkenfeld

* 13./18. September 1745 † 31. März 1789. Laufbahn: 19. August 1781 Generalmajor
- Joseph von Pfanzelter

* 14. Februar 1754 † 20. Oktober 1817. Laufbahn: 1806 mit Rang vom 18. April 1805 Generalmajor, 13. Dezember 1811 Feldmarschalleutnant
- Otto von Pfefferkorn[1]

† 1707 bei Toulon. Laufbahn: 1706 Generalmajor
- Johann Adam Pfefferkorn von Ottobach

† Sept. 1737. Laufbahn: 29. Januar 1734 Generalfeldwachtmeister
- Karl Johann Nepomuk Freiherr Pfefferkorn von Ottobach

† 28. Februar 1809. Laufbahn: 10. April 1783 mit Rang vom 17. April 1783 Generalmajor, 16. Januar 1790 mit Rang vom 6. Februar 1790 Feldmarschalleutnant
- Johann Ferdinand Freiherr Pfeffer von Pfeffershofen

† 12. Mai 1714. Laufbahn: 3. (9. ?) 6.1695, 26. Dezember 1700 Feldmarschalleutnant, 10. Mai 1708 mit Rang vom 11. Mai 1704 Feldzeugmeister
- Philipp Freiherr Pflüger von Lindenfels

* 23. Oktober 1761 † 25. Juni 1837. Laufbahn: 8. Oktober 1813 Generalmajor, 9. März 1828 Feldmarschalleutnant, 17. April 1832 im Ruhestand
- Freiherr Ludwig Dietrich von Pfuhl

† Okt. 1745. Laufbahn: 1707 schwäbischer Generalmajor, 1726 Feldmarschalleutnant, 174. General der Kavallerie; 2. Januar 1734 kaiserlicher Feldmarschalleutnant
- Adolf Joseph Freiherr von Pfuhl

* ? † ?. Laufbahn: 20. März 1760 mit Rang vom 7. September 1758 Generalfeldwachtmeister
- Franz Philipp Freiherr von Philibert de Gérardcourt[2]

† 6. Januar 1753. Laufbahn: 29. April 1738 Generalfeldwachtmeister, 21. April 1742 Feldmarschalleutnant
- Karl Freiherr Philippi von Weidenfeld

* 1741 † 21. Mai 1811. Laufbahn: 2. Oktober 1799 mit Rang vom 22. November 1799 Generalmajor, April 1807 Feldmarschalleutnant
- Moritz Graf von Philippi

* ? † ?. Laufbahn: 28. April 1733 Generalfeldwachtmeister
- Viktor Graf von Philippi

* 1674 † 21./24. Oktober 1739. Laufbahn: 16. Oktober 1723 Generalfeldwachtmeister, 8. November 1733 Feldmarschalleutnant, 26. April 1735 General der Kavallerie, 22. April (26. Mai ?) 1737 Feldmarschall
- Karl Christoph von Piacsek

* 1749 † 12. Juni 1799. Laufbahn: 17. März 1797 mit Rang vom 12. Mai 1797 Generalmajor
- José Ignatio Conde de Picalquez

* ? † ?. Laufbahn: 4. August 1751 Generalfeldwachtmeister
- Johann Ritter Piccard von Grünthal

* 30. Juni 1769 † 5. Juni 1855. Laufbahn: 22. Juli 1809 Generalmajor, 28. März 1821 Feldmarschalleutnant, 13. Juni 1848 im Ruhestand
- Ottavio Enea Giuseppe Fürst von Piccolomini d’Aragona, Duca di Amalfi, Conte di Sticciano[3]

* 17. Februar 1698 † 25. Januar 1757. Laufbahn: 16. Dezember 1738 Generalfeldwachtmeister, 14. Januar 1744 Feldmarschalleutnant, 12. Juni 1754 mit Rang vom 28. November 1748 Feldzeugmeister
- Enea Silvio Graf von Piccolomini di Modanella

* um 1650 † 9. November 1689. Laufbahn: 7. September 1685 Generalfeldwachtmeister, 8. Oktober 1688 Feldmarschalleutnant
- Ottavio Fürst von Piccolomini-Pieri di Sticciano, Duca di Amalfi

* 16. Mai / 11. November 1599 † 11. August 1656. Laufbahn: 31. Dezember 1632 Generalfeldwachtmeister, 19. Oktober 1633 General der Kavallerie, 1. Februar 1634 Feldmarschall, 28. Mai 1648 Generalleutnant
- Johann Sebastian von Pickel

† 1757. Laufbahn: 21. Oktober 1745 Generalfeldwachtmeister
- Patrick de Pierce

* ? † ?. Laufbahn: 16. September 1739 Generalfeldwachtmeister
- Richard de Pierce

* 1712/18 † 14. April 1774. Laufbahn: 24. März 1773 mit Rang vom 28. Januar 1770 Generalmajor
- Johann Pietsch von Wollishofen

* 28. April 1740 † 23. April 1839. Laufbahn: 26. September 1799 mit Rang vom 21. September 1799 Generalmajor, 1809 im Ruhestand
- Diego Fürst von Pignatelli d’Aragona, Herzog von Monteleone und Terranova, Marqués del Valle (de Oaxaca), Principe di Noja y Castelveltrano

* 21. Januar 1687 † 28. November  (19. Dezember  ?) 1750. Laufbahn: 6. Juni 1734 Generalfeldwachtmeister
- Fernando Fürst von Pignatelli d’Aragona, Principe di Strongoli, Duca di Tolve, Conte di Melissa

* 20. März 1689 † 22. Oktober 1767. Laufbahn: 1. März 1727 Generalfeldwachtmeister, 17. Dezember 1733 Feldmarschalleutnant, 18. Dezember 1740 Feldzeugmeister
- Antonio Fürst von Pignatelli, Principe di Belmonte, Marchese di San Vincenzo

* um 1682 † Jan. 1762. Laufbahn: 15. November 1720 Feldmarschalleutnant, 15. November 1723 General der Kavallerie, 1738 Abschied
- Don Fernando Pignatelli, Duque de Hijár

* 1651 † 1730. Laufbahn: 1711 spanisch-habsburgischer Feldmarschall; 7. Dezember 1720 kaiserlicher Feldmarschall
- Don Julio Marqués de Pignatelli

* ? † ?. Laufbahn: 28. Mai 1717 Generalfeldwachtmeister
- Franz Freiherr Pilati von Tassulo

* 14. November 1746 † 25. (31. ?) 8.1805. Laufbahn: 6. März 1800 mit Rang vom 23. Februar 1800 Generalmajor
- Gilberto Prinz von Pio di Savoia, Marqués del Castel Rodrigo

* gefallen bei vor Philippsburg 11. September 1676. Laufbahn: 15. Januar 1665 Generalfeldwachtmeister, 3. Januar 1672 Feldmarschalleutnant, 27. August 1674 Feldzeugmeister
- Ludwig Anton Prinz von Pio di Savoia, Marqués del Castel Rodrigo

† 18. März 1755. Laufbahn: 30. Juni 1716 Generalfeldwachtmeister; 1743 Abschied
- Ludwig Graf von Piosasque

† März 1740. Laufbahn: 7. Oktober 1723 Generalfeldwachtmeister, 5. November 1733 Feldmarschalleutnant
- Ludwig Freiherr von Piret de Bihain

† 22. März 1835. Laufbahn: 26. Juli 1813 Generalmajor (Charakter) und im Ruhestand
- Philipp Freiherr Pittoni von Dannenfeldt

† 6. Oktober 1824. Laufbahn: 1. Mai 1795 mit Rang vom 21. März 1794 Generalmajor, 28. Februar 1797 im Ruhestand
- Peter Franz Freiherr von Pizza

~ 13. Februar 1727 † 18. Oktober 1792. Laufbahn: 10. April 1783 mit Rang vom 18. März 1783 Generalmajor
- Peter Franz von Piza y Esteva

* 3. Februar 1697 † 2. April 1774. Laufbahn: 31. Januar 1753 Generalfeldwachtmeister, 7. Februar 1758 mit Rang vom 6. Juni 1756 Feldmarschalleutnant
- Georg von Plank

† 7. September 1808. Laufbahn: 19. Januar 1796 mit Rang vom 23. Dezember 1791 Generalmajor, 19. Mai 1806 Feldmarschalleutnant ehrenhalber und i. R.
- Joseph Anton Graf von Platz

* 24. Oktober 1677 † 17. Juli 1767. Laufbahn: 30. April 1738 Generalfeldwachtmeister, 15. Mai 1743 Feldmarschalleutnant, 12. Juni 1754 mit Rang vom 24. November 1748 Feldzeugmeister
- Johann Gabriel Plettrich de Szent-Király

† 1788. Laufbahn: 10. April 1783 mit Rang vom 22. Februar 1783 Generalmajor
- Thomas Freiherr von Plunkett

* 1716 † 20. Januar 1779. Laufbahn: 16. März 1753 Generalfeldwachtmeister, 11. Februar 1759 mit Rang vom 24. Juli 1757 Feldmarschalleutnant
- Engelhard von Plüskow (Plüschau)

† 1717. Laufbahn: 16. April 1708 Generalfeldwachtmeister, 18. Mai 1716 Feldmarschalleutnant
- Franz Jordan Freiherr von Pöck

* 16. September 1735 † 16. September  (!) 1809. Laufbahn: 10. November 1788 mit Rang vom 6. November 1788 Generalmajor
- Franz Joseph Graf von Podstatzky

† 28. September 1793. Laufbahn: 5. März 1774 mit Rang vom 9. Oktober 1759 Generalmajor
- Franz Karl Graf von Podstatzky

* 1719 † 1776. Laufbahn: 28. Juni 1757 Generalfeldwachtmeister, 30. Januar 1760 Feldmarschalleutnant, 1. Juli 1775 General der Kavallerie
- Karl Maximilian Graf von Podstatzky

* 1678 † 7. September 1741 oDon 1743. Laufbahn: 6. November 1723 Generalfeldwachtmeister, 21. November 1733 Feldmarschalleutnant, 1741 General der Kavallerie
- Francesco Morso e Fardella, Principe di Poggioreale, Marchese di Gibellina

† 1736. Laufbahn: 25. Juni 1733 Generalfeldwachtmeister
- Christoph Chevalier Poirot de Blainville

† 9. Mai 1815. Laufbahn: 11. April 1781 mit Rang vom 4. April 1781 Generalmajor
- Johann Baptist Graf von Polcenigo und Fanna

* ? † ?. Laufbahn: 30. Juni 1703 Generalfeldwachtmeister
- Peter Graf von Polfranceschi

† 5. November 1837. Laufbahn: italienischer Brigadegeneral; 1815 k.k. Generalmajor und im Ruhestand
- Hieronymus Christoph Freiherr von Pöllnitz

* um 1619 † 10. (18. ?) 2.1697. Laufbahn: 6. Februar 1689 Generalfeldwachtmeister
- Franz Pompeati de Lucchini

* ? † ?. Laufbahn: 16. Juli 1768 mit Rang vom 21. August 1758 Generalfeldwachtmeister
- Lelio Conte di Pompei

* ? † April 1639. Laufbahn: 14. April 1638 Generalfeldwachtmeister
- Tomio Graf von Ilassy Pompei

* 1611 † 5. Oktober 1654. Laufbahn: 31. Dezember 1643 Generalfeldwachtmeister, 26. Februar 1647 Feldmarschalleutnant; 1650 venezianischer Feldzeugmeister
- Emanuel Pedro Graf von Ponce de León

* 1705 † 30. August 1789. Laufbahn: 3. August 1753 Generalfeldwachtmeister, 11. April 1764 mit Rang vom 3. April 1759 Feldmarschalleutnant, 3. April 1784 mit Rang vom 2. September 1770 Feldzeugmeister
- Fürst Andreas von Poniatowski

* 16. Juli 1735 † 3. März 1773. Laufbahn: 24. Dezember 1761 Generalfeldwachtmeister, 2. November 1765 mit Rang vom 2. Oktober 1765 Feldmarschalleutnant, 19. Januar 1771 mit Rang vom 1. Januar 1771 Feldzeugmeister
- Johann von Poppini

† 9. Januar 1800. Laufbahn: 29. September 1793 mit Rang vom 27. September 1791 Generalmajor
- August   Kaspar  Graf von Porporatti

* gefallen bei Reichenberg 21. April 1757. Laufbahn: 14. Dezember 1748 Generalfeldwachtmeister, 26. Januar 1757 Feldmarschalleutnant
- Johann Silvio Graf von Portia und Brugnera

* ? † ?. Laufbahn: 27. Juni 1673 Generalfeldwachtmeister
- Karl Anton Graf von Portia und Brugnera

* 1683 † 11. August 1722. Laufbahn: 11. Mai 1717 Generalfeldwachtmeister
- Emanuel Infant von Portugal, Herzog von Bragança

* 3. August 1697 † 3. August  (!) 1766. Laufbahn: 24. Dezember 1718 Generalfeldwachtmeister, 26. Oktober 1733 Feldmarschalleutnant, 16. August 1734 Feldmarschall
- Weikhard Joseph Karl Freiherr Posarelli von Ebenfeld

† 23. April 1805. Laufbahn: 21. Februar 1789 mit Rang vom 15. Februar 1789 Generalmajor
- Franz Posztrehowsky von Millenburg

* 1747 † 15. März 1818. Laufbahn: 7. Mai 1800 mit Rang vom 30. Mai 1800 Generalmajor, 1809 im Ruhestand
- Giuseppe de Pozzo

* ? † ?. Laufbahn: 23. August 1728 Generalfeldwachtmeister
- Peter Heinrich Graf von Prampero

* ? † ?. Laufbahn: 27. Januar 1718 mRv,. 27. August 1714 Generalfeldwachtmeister
- Maximilian von Prätsch

† 11. April 1791. Laufbahn: 13. September 1789 mit Rang vom 6. September 1789 Generalmajor
- Johann Franz Joseph Freiherr von Preiß

* 1704 † 17. Januar 1797. Laufbahn: 17. Februar 1760 Generalfeldwachtmeister, 24. September 1764 Feldmarschalleutnant, 1. Mai 1773 mit Rang vom 3. November 1770 Feldzeugmeister
- Karl Freiherr Preschern von Heldenfeld

† 5. Oktober 1812. Laufbahn: 1. März 1797 mit Rang vom 21. Februar 1797 Generalmajor, 1797 im Ruhestand
- Johann Franz Freiherr von Pretlack

* 16. September 1708 † 15. November 1767. Laufbahn: 16. Juni 1742 Generalfeldwachtmeister, 30. Juni 1746 Feldmarschalleutnant, 13. Juli  (!) 1754 mit Rang vom 13. Juli 1752 General der Kavallerie; 25. April 1750 Reichs-General-Feldmarschalleutnant, 13. Mai 1761 General-Feldzeugmeister
- Johann Ludwig Christian Freiherr von Pretlack

* 29. Januar 1716 † 24. September 1781. Laufbahn: 21. Januar 1757 Generalfeldwachtmeister, 21. April 1758 Feldmarschalleutnant
- Johann Rudolf Victor Freiherr von Pretlack

* 12. August 1668 † 7. November 1737. Laufbahn: 1709 hessen-darmstädtischer Generalmajor, 1717 Generalleutnant; 18. Januar 1735 kaiserlicher Feldmarschalleutnant
- Jakob Freiherr von Preysach

† 28. Juni 1787. Laufbahn: 11. Januar 1751 Generalfeldwachtmeister, 2. Dezember 1757 mit Rang vom 12. Februar 1756 Feldmarschalleutnant, 3. April 1784 mit Rang vom 27. August 1770 General der Kavallerie
- Ernst Friedrich Freiherr von Preysing

* 14. Juni 1698 (1695 ?) † 1759. Laufbahn: 21. März 1735 Generalfeldwachtmeister, 22. März 1741 Feldmarschalleutnant, 12. Juni 1754 mit Rang vom 9. November 1748 General der Kavallerie
- Johann Anton de Prié-Turinetti, Marchese di Pancaliere

* 8. Juli 1687 † 28. Februar 1757. Laufbahn: 6. Dezember 1723 Generalfeldwachtmeister, 30. November 1733 Feldmarschalleutnant, 10. Januar 1744 Feldzeugmeister
- Johann Ernst von Prittwitz

† 1745. Laufbahn: 20. Februar 1734 Generalfeldwachtmeister, 24. Juni 1739 Feldmarschalleutnant
- Joseph Edler von Prochaska

* 1758 † 29. September 1835. Laufbahn: 26. Juli 1805 mit Rang vom 10. Januar 1804 Generalmajor, Jan. 1810 im Ruhestand
- Sebastian Prodanovich von Ussicza-Kamenitza

† 15. September 1822. Laufbahn: 2. Oktober 1799 mit Rang vom 1. Oktober 1799 Generalmajor, 14. Juli 1807 Feldmarschalleutnant (Charakter) ehrenhalber und i. R.
- Johann Nepomuk Freiherr von Prohaska-Carolini

* 3. Juli 1760 † 24. April 1823. Laufbahn: 1. September 1805 mit Rang vom 18. Januar 1804 Generalmajor, 27. Mai 1809 Feldmarschalleutnant
- Lambert Joseph Chevalier de Prouvy

† 25. November 1828. Laufbahn: 12. Oktober 1804 mit Rang vom 7. November 1803 Generalmajor
- Karl Edler Dolmaire von Provenchères

† 26. August 1837. Laufbahn: 1806 mit Rang vom 24. April 1805 Generalmajor, 25. September 1809 Feldmarschalleutnant, 1813 im Ruhestand
- Johann Marchese di Provera

† 5. Juli 1804. Laufbahn: 18. Juni 1789 mit Rang vom 23. April 1789 Generalmajor, 4. März 1796 mit Rang vom 26. Februar 1794 Feldmarschalleutnant, 29. April 1797 im Ruhestand
- Karl Ludwig Freiherr von Prugglach

* 1730 † 12. August  (10. Juni  ?) 1803. Laufbahn: 6. November 1785 mit Rang vom 5. November 1785 Generalmajor, 27. Februar 1793 mit Rang vom 12. Februar 1793 Feldmarschalleutnant, 1801 im Ruhestand
- Johann Wenzel Freiherr Przichowsky von Przichowitz

* ? † ?. Laufbahn: 30. April 1739 Generalfeldwachtmeister, 39. Juni 1745 Feldmarschalleutnant
- Johann Christoph II. Graf von Puchheim zu Göllersdorf

* 1578 † 17. September 1619. Laufbahn: 27. Juli 1607 Obst.-Land- und Haus-ZM, 1610 Feldzeugmeister, 1618 Generalfeldwachtmeister
- Johann Christoph III. Graf von Puchheim zu Göllersdorf

* 1605 – Ende 1657. Laufbahn: 25. Juli 1638 Generalfeldwachtmeister, 28. März 1644 Feldmarschalleutnant, 1. Juni 1648 Feldmarschall
- Adolf Ehrenreich Graf von Puchheim zu Raabs und Krumpach

† 27. Oktober 1664. Laufbahn: 2. August 1663 Generalfeldwachtmeister, 12. August 1664 Feldmarschalleutnant
- Adolf Graf von Puchheim zu Raabs und Krumpach

† (Unfall) 19. November 1639. Laufbahn: 26. November 1636 Generalfeldwachtmeister
- Gabriel von Puchner

† 12. Dezember 1816. Laufbahn: 31. Mai 1797 mit Rang vom 25. Juni 1797 Generalmajor, 1799 im Ruhestand
- Franz Ludwig Graf von Pückler

* 22. März 1748 † 23. Juli 1810. Laufbahn: 7. November 1796 Generalmajor ehrenhalber, 1799 im Ruhestand
- Antonio Conde de La Puebla

† 17. April 1776. Laufbahn: 12. Januar 1744 Generalfeldwachtmeister, 1754 mit Rang vom 22. Juli 1752 Feldmarschalleutnant, 24. Januar 1758 mit Rang vom 18. September 1757 Feldzeugmeister
- Rudolf Freiherr von Pugnetti

* 1718 † 1. Juli 1771. Laufbahn: 19. Januar 1771 mit Rang vom 22. Februar 1759 Generalmajor
- Ferdinand Daniel Freiherr von Pulszky de Csélfalva

* 1759 † 5. September 1817. Laufbahn: 26. Juli 1813 Generalmajor
- Johann Baptist Freiherr von Purcell

* 1721 † 27. Oktober 1779. Laufbahn: 30. Juni 1779 mit Rang vom 25. Juni 1779 Generalmajor
- Johann Adam Graf von Purgstall

Mai 1693 Generalfeldwachtmeister
- Christian von Püschel

† 23. November 1810. Laufbahn: 25. Mai 1803 mit Rang vom 13. Dezember 1802 Generalmajor
- Abraham Putnik

† 1795. Laufbahn: Okt. 1793 Generalmajor